# Горбатюк, Александр Юрьевич
Алекса́ндр Ю́рьевич Горбатю́к (21 апреля 1985, Северск, Томская область) — российский футболист, защитник.

## Карьера
Первые футбольные шаги начал делать в городе Северске в Томской области. Воспитанник новосибирского футбола и школы московского «Локомотива». В 2002—2003 годах играл во втором дивизионе за новосибирский «Чкаловец-Олимпик», следующие 1,5 года выступал за клуб в первенстве ЛФЛ. Конец сезона-2005 провёл в команде второго дивизиона «Чкаловец» Новосибирск, следующий год отыграл в нижнекамском «Нефтехимике». В 2007 году перешёл в клуб «СКА-Энергия» Хабаровск, за который провёл 9 матчей в первенстве. Сезоны 2008 и 2009 годов провёл в аренде в «Смене» из Комсомольска-на-Амуре. Первую половину сезона-2010 отыграл в «СКА-Энергии», вторую половину вновь провёл в аренде в «Смене». В сезоне 2011/12 провёл 38 игр, забил 2 мяча в белгородском «Салюте», четыре следующих сезона отыграл в саратовском «Соколе». Летом 2016 года перешёл в клуб премьер-лиги «Арсенал» Тула, за который дебютировал 6 августа в матче 2 тура против казанского «Рубина», выйдя в основном составе.